# Lista de jogos da série Capcom vs.
A Série de jogos Capcom vs. é uma série de videogames composta pelos jogos realizados pela empresa fabricante de jogos Capcom junto a outras fabricantes. Nestes jogos, os personagens da Capcom unem-se aos de outras fabricantes, formando um único elenco de personagens.

## Lista dos jogos

### Marvel
- X-Men vs. Street Fighter (1996)
- Marvel Super Heroes vs. Street Fighter (1997)
- Marvel vs. Capcom: Clash of Super Heroes (1998)
- Marvel vs. Capcom 2: New Age of Heroes (2000)
- Marvel vs. Capcom 3: Fate of Two Worlds (2011)
- Ultimate Marvel vs. Capcom 3 (2011)
- Marvel vs. Capcom: Infinite (2017)

### SNK
- SNK vs. Capcom: The Match of the Millennium (1999)
- Capcom vs. SNK: Millennium Fight 2000 (2000)
- Capcom vs. SNK 2: Mark of the Millennium 2001 (2001)
- SVC Chaos: SNK vs. Capcom (2003)
- SNK vs. Capcom: Card Fighters Clash (jogo de cartas) (1999)
- SNK vs. Capcom: Card Fighters 2 Expand Edition (jogo de cartas) (2000)
- SNK vs. Capcom: Card Fighters DS (jogo de cartas) (2006)

### Namco
- Namco × Capcom (RPG) (2005)
- Street Fighter x Tekken (feito pela Capcom) (2012)
- Tekken X Street Fighter (feito pela Namco) (sem previsão)

### Outros
- Tatsunoko vs. Capcom: Cross Generation of Heroes (2008)
- Taisen Net Gimmick: Capcom & Psikyo All Stars (puzzle) (feito pela Psykyo) (2001)
- Sammy vs. Capcom (Cancelado)
- Project X Zone (Capcom, Namco, Sega) (2012)